# Ромеа-и-Янгуас, Хулиан
Хулиан Ромеа-и-Янгуас (исп. Julián Romea y Yanguas; 16 февраля 1813, Мурсия — 10 августа 1868, Лоэчес) — испанский актёр, прозаик, поэт, театральный деятель.

## Биография
Образование получил в королевской школе драматического искусства в Мадриде. Ученик известного актёра К. Латорре.
Дебютировал на театральной сцене театра дель Принсипе в 1833 году. В 1840—1853 годах возглавлял театр «Принсипе» (Мадрид).
С 1853 по 1859 год гастролировал по Америке. С 1858 года — преподавал, с 1866 года, уже больной тяжелой коронарной недостаточностью, руководил Консерваторией Музыки и декламации.
Считался одним из выдающихся деятелей Национального театра. Играл роли романтического репертуара. Пользовался популярностью в семейно-бытовых комедиях М. Бретона де лос Эррероса, Вентуры де ла Вега и др.
Игра Х. Ромеа-и-Янгуаса отличалась сдержанностью, простотой, он отказался от аффектированной декламационной манеры, присущей его партнёрам.

## Избранные роли

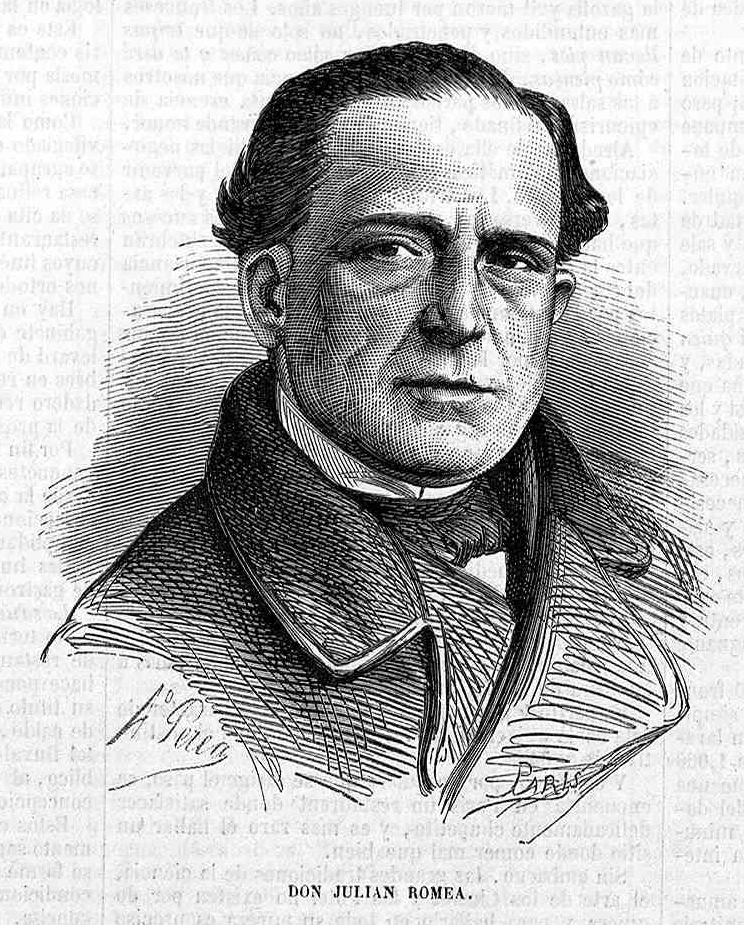
Портрет Х. Ромеа-и-Янгуаса

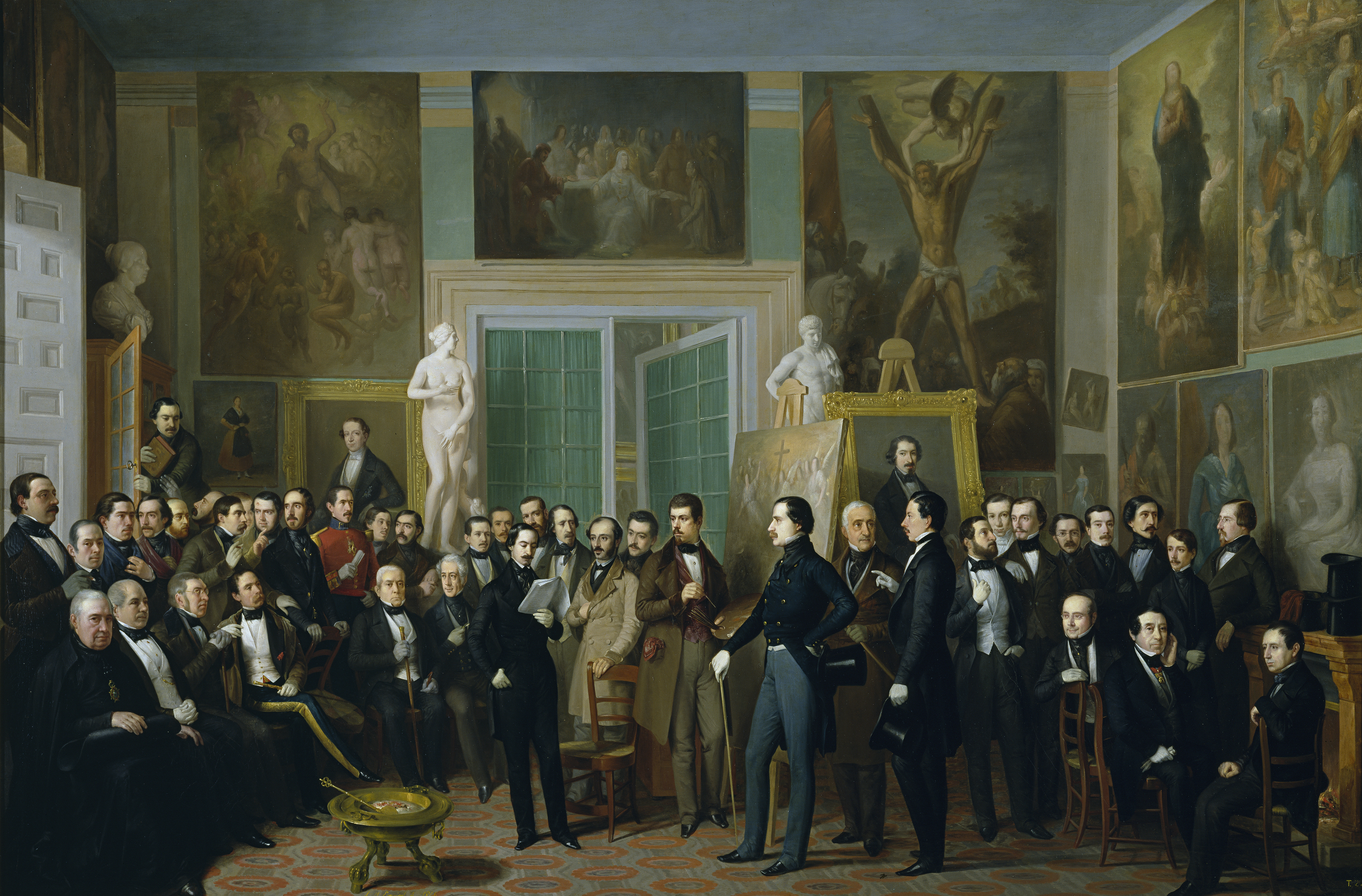
«Современные поэты. Х. Ромеа-и-Янгуас читает свои стихи в мастерской художника» работа худ. А. М. Эскивель

- Альфонсо Перес де Гусман («Гусман Доблестный» Хиля-и-Сарате),
- Габриэль Эспиноса («Предатель, не признавший себя виновным, и мученик» Соррильи-и-Мораля) и др.

## Избранные произведения
- «На войне в Африке» («A la guerra d'Àfrica» (1845),
- «Poesies del senyor Julián Romea» (1846),
- «Основные мысли об искусстве театра» (Ideas generales sobre el arte del teatro, Madrid, 1858),
- «Учебник декламации» (Manual de declamacion, Madrid, 1859),
- «Герои на театре. Размышления о манере представлять трагедии» (Los heroes en el teatro, reflexiones sobre la manera de representar la tragedia, Madrid, 1866),
- «Переписка с Вентурой де ла Вега» («Epistolario amb Ventura de la Vega»,
- «Ричард» («Ricardo»).

## Память
- Его имя присвоено Театру Romea в Барселоне.

## Награды
- Орден Карлоса III